# 울랸카 자치구

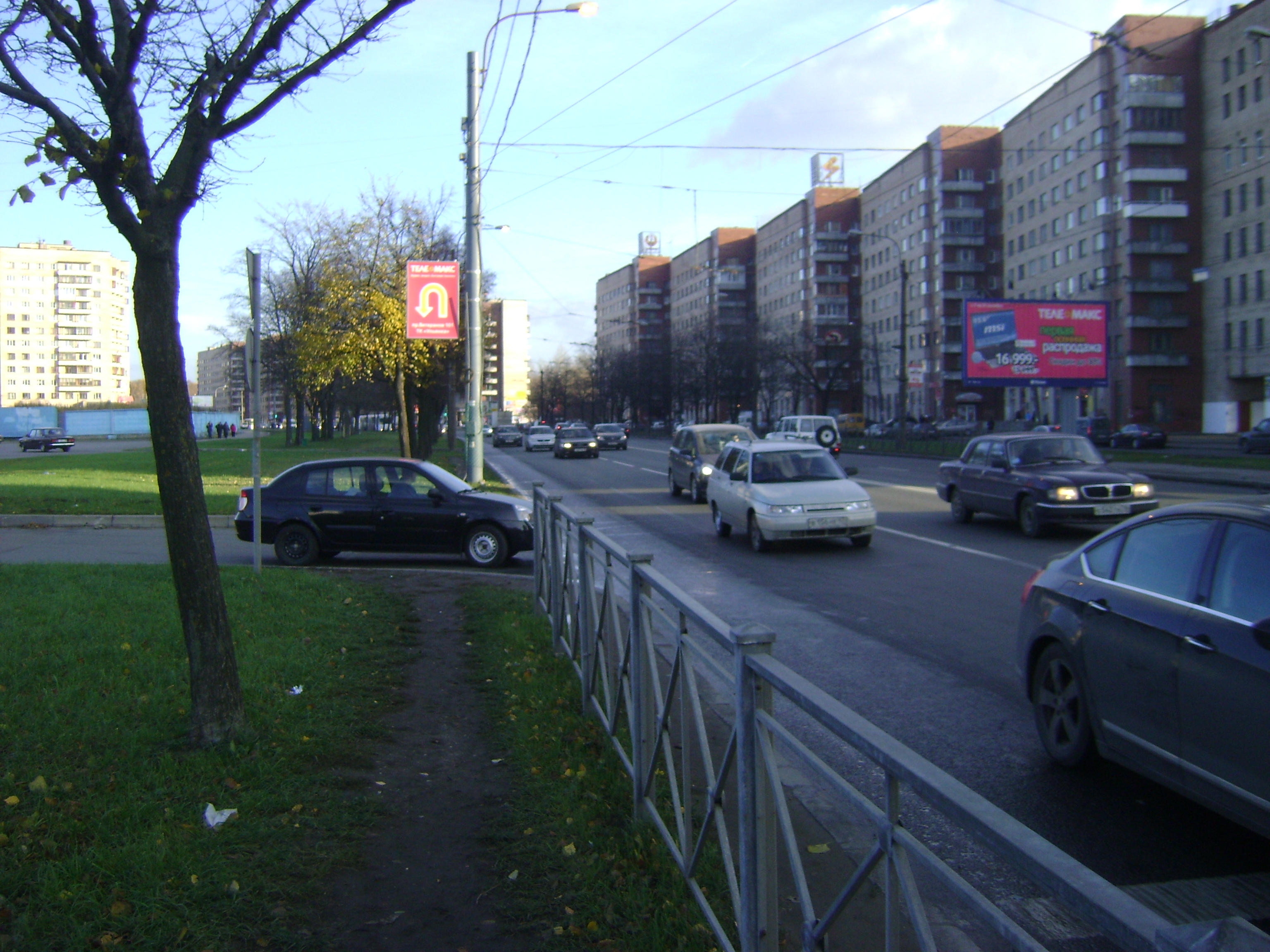

울람카 자치구의 위치

울랸카 자치구(러시아어: Ульянка)는 키롭스키 구에 위치한 자치구이다.